# Daouché
Daouché es una comuna o municipio del departamento de Matameye de la región de Zinder, en Níger. En diciembre de 2012 presentaba una población censada de 37 754 habitantes.
Se encuentra situada en el centro-sureste del país, al noroeste del lago Chad y al norte de la frontera con Nigeria.